# Демократска Република Грузија
Демократска Република Грузија (груз. საქართველოს დემოკრატიული რესპუბლიკა, Sakartvelos Demokratiuli Respublika; позната и као Прва грузијска република) била је прва модерна грузијска република. 
Ова држава основана је на територији бивше Царске Русије и деловима Османског царства уз Црно море након Октобарске револуције 1917. године. Лидери ове државе били су мењшевички чланови социјалдемократске и других грузијских партија које су се удружиле у стварању нове државе.

## Географске карактеристике
У време кад је основана, ова држава граничила је с Демократском Републиком Јерменијом на југу, Османским царством на западу, Азербејџанском Демократском Републиком на истоку, а на северу са Кубанском народном републиком и Горском републиком северног Кавказа. Та држава је имала површину од 107 600 km2 (данашња Грузија има 69 700) и око 2 500.000 становника, главни град био је Тбилиси.

## Историја

### Околности настанка
Лидер грузијског националног препорода био је кнез Иља Чавчавадзе, вођа књижевног и друштвеног покрета званог Пирвели Даси, или прва група, друга група Меоре Даси, коју је водио књижевник Георги Церетели, била је пуно либералнија, али је њен утицај био слабашан у поређењу са покретом Месаме Даси (трећа група), која је била покриће за илегалну Социјалдемократску партију основану 1893. године. Она је испочетка била марксистичка партија, тако да је од 1898. њен члан био и Јосиф Џугашвили, који је касније постао познатији као Стаљин. Кад је мењшевичка фракција Руске социјалдемократске радничке партије преузела контролу над тим покретом, Стаљин је напустио Грузију.
Одјеци Руске револуције 1905. захватили су и Грузију, у којој се распламсала герила, коју је крваво угушила царска војска и козаци. Након Фебруарске револуције 1917. Закавказјем (Грузија, Јерменија, Азербејџан) управљао је комитет из Петрограда, познат као Озаком. Каснији догађаји те исте године, а нарочито бољшевичка Октобарска револуција присилили су тадашње политичке лидере Закавказја, који су мање више били мењшевици на невољко отцепљење од Царске Русије и оснивање Закавкаске Демократске Федеративне Републике. Експлозија месних национализама, у комбинацији с притиском који је на ту државу вршила османска војска са запада последњих месеци Првог светског рата, довела је до слома Закавкаске федерације.

### Проглашење независности
Након тог је Грузија прогласила независност 26. маја 1918. и одмах затражила заштиту лидера Централних сила, Немачке, али јој је победа Антанте донела британску окупацију.
Грузијци су у Антону Ивановичу Дењикину и његовим белогармејцима које су Британци издашно помагали, гледали већу опасност за своју слободу од бољшевика. Они су одбили сурадњу у напорима за рестаурацију Царске Русије па су британске снаге напустиле Батуми у јулу 1920. године.
Независност Грузије силе Антанте признале су де факто још у јануару 1920, а и Совјетска Русија потписивањем совјетско-грузијског споразума у мају 1920, па су они једно кратко раздобље и сарађивали.

### Слом Демократске Републике Грузије
Након одбијања да постану чланица Лиге народа, Грузију су и де јуре признале чланице Антанте у јануару 1921, али јој то није пуно помогло, јер су је већ у фебруару напале јединице Црвене армије и то без Лењиновог одобрења, у акцији коју су организовали два грузијска бољшевика; Стаљин и Григориј Константинович Орџоникидзе.
Црвена армија је формално дошла у помоћ конкурентској совјетској влади и устаницима, које су совјети помагали из Азербејџана и Јерменије. Отпор је брзо био сломљен па је Грузија организована као Грузијска Совјетска Социјалистичка Република 25. фебруара 1921. године.
Стаљин и Григориј Орџоникидзе су је 12. марта 1922. уклопили у Закавкаску Совјетску Федеративну Социјалистичку Републику.
Још увек популарни грузијски социјалдемократи организовали су оружану побуну 1924, али је она угушена по наређењу Стаљина.